# Isak Wedberg
Isak Wedberg, född hösten 1770, död 1 april 1828 i Göteborg, var en svensk dekorationsmålare och tapetfabrikant.
Wedberg arbetade som lärling till Carl Fredric Torsselius i Stockholm 1797–1800 och antogs som mästare vid Göteborgs Målareämbete 1805 och var ämbetets ålderman 1822–1824. Wedberg blev en mycket framgångsrik yrkesman i Göteborg och hans bouppteckningsuppgifter tyder på att han under sin livstid skapat sig ett anmärkningsvärt välstånd.    